# Okręg wyborczy nr 6 do Senatu Rzeczypospolitej Polskiej
Okręg wyborczy nr 6 do Senatu Rzeczypospolitej Polskiej obejmuje obszar powiatów górowskiego, milickiego, oleśnickiego, oławskiego, strzelińskiego, średzkiego, trzebnickiego, wołowskiego i wrocławskiego (województwo dolnośląskie). Wybierany jest w nim 1 senator na zasadzie większości względnej.
Utworzony został w 2011 na podstawie Kodeksu wyborczego. Po raz pierwszy zorganizowano w nim wybory 9 października 2011. Wcześniej obszar okręgu nr 6 należał do okręgu nr 3.
Siedzibą okręgowej komisji wyborczej jest Wrocław.

## Reprezentanci okręgu
| Rok  | Rok  | Senator              | Komitet wyborczy                                                           |
| ---- | ---- | -------------------- | -------------------------------------------------------------------------- |
|      | 2011 | Jarosław Duda        | Platforma Obywatelska RP                                                   |
| 2015 |      | Jarosław Duda        | Platforma Obywatelska RP                                                   |
|      | 2019 | Bogdan Zdrojewski    | KKW Koalicja Obywatelska PO .N iPL Zieloni                                 |
|      | 2023 | Kazimierz Ujazdowski | KKW Trzecia Droga Polska 2050 Szymona Hołowni – Polskie Stronnictwo Ludowe |

## Wyniki wyborów
Symbolem „●” oznaczono senatorów ubiegających się o reelekcję.

### Wybory parlamentarne 2011
| Kandydat                                                                                      | Kandydat                | Komitet wyborczy           | Głosów | Głosów | Głosów |
| Kandydat                                                                                      | Kandydat                | Komitet wyborczy           | Liczba | %      | +/–    |
| --------------------------------------------------------------------------------------------- | ----------------------- | -------------------------- | ------ | ------ | ------ |
|                                                                                               | Jarosław Duda ●         | Platforma Obywatelska RP   | 73 121 | 35,35  | –      |
|                                                                                               | Tomasz Misiak ●         | KWW Rafał Dutkiewicz       | 46 063 | 22,27  | –      |
|                                                                                               | Tytus Czartoryski       | Prawo i Sprawiedliwość     | 42 966 | 20,77  | –      |
|                                                                                               | Grażyna Orłowska-Sondej | Polskie Stronnictwo Ludowe | 39 321 | 19,01  | –      |
|                                                                                               | Piotr Chmurzyński       | Prawica                    | 5364   | 2,59   | –      |
| Frekwencja: 44,79% Liczba głosów ważnych: 206 835 (97,13%) Źródło: Państwowa Komisja Wyborcza |                         |                            |        |        |        |

● Jarosław Duda reprezentował w Senacie VII kadencji (2007–2011) okręg nr 3, Tomasz Misiak był wcześniej przedstawicielem okręgu nr 1.

### Wybory parlamentarne 2015
| Kandydat                                                                                      | Kandydat        | Komitet wyborczy                             | Głosów | Głosów | Głosów |
| Kandydat                                                                                      | Kandydat        | Komitet wyborczy                             | Liczba | %      | +/–    |
| --------------------------------------------------------------------------------------------- | --------------- | -------------------------------------------- | ------ | ------ | ------ |
|                                                                                               | Jarosław Duda ● | Platforma Obywatelska RP                     | 83 369 | 37,30  | +1,95  |
|                                                                                               | Paweł Hreniak   | Prawo i Sprawiedliwość                       | 79 112 | 35,40  | +14,63 |
|                                                                                               | Dariusz Stasiak | KWW JOW Bezpartyjni                          | 34 430 | 15,41  | –      |
|                                                                                               | Jerzy Fitek     | KKW Zjednoczona Lewica SLD+TR+PPS+UP+Zieloni | 26 582 | 11,89  | –      |
| Frekwencja: 47,38% Liczba głosów ważnych: 223 493 (96,83%) Źródło: Państwowa Komisja Wyborcza |                 |                                              |        |        |        |

### Wybory parlamentarne 2019
| Kandydat                                                                                      | Kandydat            | Komitet wyborczy                           | Głosów  | Głosów | Głosów |
| Kandydat                                                                                      | Kandydat            | Komitet wyborczy                           | Liczba  | %      | +/–    |
| --------------------------------------------------------------------------------------------- | ------------------- | ------------------------------------------ | ------- | ------ | ------ |
|                                                                                               | Bogdan Zdrojewski   | KKW Koalicja Obywatelska PO .N iPL Zieloni | 133 374 | 45,45  | +8,15  |
|                                                                                               | Jarosław Obremski ● | Prawo i Sprawiedliwość                     | 122 636 | 41,79  | +6,39  |
|                                                                                               | Dariusz Stasiak     | KWW Koalicja Bezpartyjni i Samorządowcy    | 37 461  | 12,76  | –      |
| Frekwencja: 60,45% Liczba głosów ważnych: 293 471 (98,38%) Źródło: Państwowa Komisja Wyborcza |                     |                                            |         |        |        |

● Jarosław Obremski reprezentował w Senacie IX kadencji okręg nr 8.

### Wybory parlamentarne 2023
| Kandydat                                                                                      | Kandydat               | Komitet wyborczy                                                           | Głosów  | Głosów | Głosów |
| Kandydat                                                                                      | Kandydat               | Komitet wyborczy                                                           | Liczba  | %      | +/–    |
| --------------------------------------------------------------------------------------------- | ---------------------- | -------------------------------------------------------------------------- | ------- | ------ | ------ |
|                                                                                               | Kazimierz Ujazdowski ● | KKW Trzecia Droga Polska 2050 Szymona Hołowni – Polskie Stronnictwo Ludowe | 177 158 | 48,64  | –      |
|                                                                                               | Jarosław Obremski      | Prawo i Sprawiedliwość                                                     | 123 328 | 33,86  | –7,93  |
|                                                                                               | Michał Rado            | Bezpartyjni Samorządowcy                                                   | 63 766  | 17,51  | +4,75  |
| Frekwencja: 74,82% Liczba głosów ważnych: 364 252 (97,82%) Źródło: Państwowa Komisja Wyborcza |                        |                                                                            |         |        |        |

● Kazimierz Ujazdowski reprezentował w Senacie X kadencji okręg nr 44.